# Batalha de Malacal
A Batalha de Malacal ocorreu no final de novembro de 2006 na cidade de Malacal, no sul do Sudão. Os confrontos entre as forças do governo do Sudão e o Exército Popular de Libertação do Sudão foram a violação mais grave de um acordo de 2005 para encerrar a Segunda Guerra Civil Sudanesa.

## Batalha
De acordo com o Exército Popular de Libertação do Sudão, o líder miliciano Gabriel Tang iniciou os confrontos ao atacá-los e depois refugiou-se na base local do Exército Sudanês. Depois que a demanda de entrega de Tang não foi atendida, o Exército Popular de Libertação do Sudão atacou a base, fazendo com que o exército sudanês contra-atacasse com tanques. O exército sudanês também culpou o Exército Popular de Libertação do Sudão por iniciar a batalha. Após três dias de combates, a batalha finalmente acalmou, e ambos os lados concordaram em se retirar para suas posições pré-batalha.

## Resultado
A milícia de Tang entraria em conflito com o Exército Popular de Libertação do Sudão novamente em Malacal em 2009 e em Juncáli em 2011, antes de se render ao grupo logo em seguida. O confronto de 2006 não atingiu um nível perigoso, e o referendo de independência sul-sudanês de 2011 foi realizado como planejado e em conformidade com o Acordo de Paz Abrangente de 2005, resultando na independência do Sudão do Sul.